# Frontera entre Brunéi y Malasia
La frontera entre Brunéi y Malasia consiste en un límite terrestre de 266 km y longitudes sustanciales de fronteras marítimas que se extienden desde la línea de costa de los dos países hasta el borde de la plataforma continental del mar de China Meridional. El término norte de esta frontera está situado en la desembocadura del Sungai Bangau, basado en la coordinada establecida por la orden Sarawak (definición de límites) en el Consejo de 1958. En 2005 Brunéi se protegió contra la inmigración proveniente de su vecino erigiendo el muro de Brunéi/Limbang.
A excepción de la costa del mar de China Meridional, Brunéi está completamente rodeado del estado de Sarawak (Malasia) y el país sólo comparte frontera terrestre con Malasia. La forma única de Brunéi, donde su territorio se compone de dos porciones no contiguas, se traduce en su frontera con Malasia divida en dos segmentos: el uno englobando los distritos bruneianos de Belait, Brunéi y Muara y Tutong, formando lo esencial del territorio del sultanato. El otro rodeando el enclave que forma el distrito de Temburong, su sección occidental es formada en parte por el río Pandaruan.
La plataforma continental de 200 millas náuticas de Brunéi hace que reclame una parte del mar de China Meridional que está sometida a múltiples reclamaciones superpuestas por parte de China, Taiwán y Vietnam. Malasia también es reclama la zona, pero un acuerdo bilateral con Brunéi ha resuelto las reclamaciones superpuestas sobre las aguas territoriales de Brunéi.

## Historia
En su apogeo del siglo XV, el Imperio de Brunéi controló la mayoría de las regiones de Borneo, incluidas Sarawak y Sabah. Sin embargo, durante el siglo XIX, el imperio comenzó a declinar y perder territorio hasta su tamaño actual. El 1842 el sultán Omar Ali Saifuddin II cedió la soberanía completa de Kuching (Sarawak) a James Brooke y lo instaló como el Rajá Blanco a cambio de acabar con una rebelión contra él. Posteriormente, los rajás blancos de Sarawak anexaron sucesivamente territorios de Brunéi, como Sibu en 1853, Bintulu en 1861, Baram en 1882, Trusan en 1884, Limbang en 1890 y Lawas en 1901 (cedidos a la empresa British North Borneo que posteriormente transfirió el territorio a Sarawak en 1904). El tratado entre el Sultanato y el Reino Unido en 1888, que dio lugar a que Brunéi se convirtiera en un protectorado británico, no logró frenar la pérdida del territorio. La anexión de las áreas de Baram, Trusan y Limbang dio lugar a las fronteras actuales de Brunéi, con la anexión de Limbang, que Brunéi había negado continuamente a reconocer, fragmentando el Sultanato en dos territorios no contiguos. Malasia heredó estas fronteras con Brunéi cuando Sarawak, que también se había convertido en un protectorado británico en 1888 y posteriormente una colonia de la corona después de la Segunda Guerra Mundial, se unió en Malasia el 16 de septiembre de 1963. Brunéi permaneció como protectorado británico hasta 1984, cuando obtuvo la independencia.

## Disputas
Brunéi y Malasia han tenido largas disputas por tierras y territorios marítimos. Sin embargo, debido a los vínculos culturales entre los dos países, las disputas siempre han sido bajas y se consideran demasiado sensibles para que se debatan abiertamente. La principal disputa terrestre fue sobre el distrito de Limbang que ha sido controlado por Sarawak desde 1890, mientras que la disputa sobre el territorio marítimo involucra prácticamente toda la sección profunda del mar de China Meridional reclamada por Brunéi que Malasia afirmaba como plataforma continental en su mapa de 1979. Las diferentes disputas se consideraron resueltas por los dos gobiernos con la firma de intercambio de letras el 16 de marzo de 2009 en Bandar Seri Begawan por el sultán de Brunéi y el primer ministro de Malasia Abdullah Ahmad Badawi.

## Canje de notas de 2009
El 16 de marzo de 2009, los dos países firmaron un intercambio de notas para poner fin a todas las disputas territoriales entre Brunéi y Malasia. El intercambio de notas preveía el asentamiento definitivo de las fronteras marítimas entre los dos países, el establecimiento de una zona conjunta de ingresos de petróleo, el acuerdo de las modalidades de demarcación de la frontera común entre ambos países y el reconocimiento de «derechos no susceptibles» de movimiento de barcos de Malasia sobre las aguas de Brunéi.
Aunque la reclamación sobre Limbang no se mencionó específicamente, la liquidación de la demarcación fronteriza termina esencialmente la reclamación de Brunéi sobre el territorio.